# Oficina Ejecutiva del Presidente de los Estados Unidos
La Oficina Ejecutiva del presidente de los Estados Unidos (en inglés: Executive Office of the President of the United States; acrónimo: EOP) es el departamento encargado de proporcionar apoyo al presidente de los Estados Unidos. Sus funciones comprenden ámbitos como la comunicación presidencial y la promoción de los intereses comerciales en el exterior. La persona a cargo de la EOP es el jefe de Gabinete de la Casa Blanca, que actualmente es Susan Wiles. Incluye los colaboradores más cercanos al presidente de los Estados Unidos, así como múltiples niveles de personal de apoyo dependiente de la presidencia. La oficina fue creada en 1939 por el presidente Franklin D. Roosevelt. El personal de la Casa Blanca se ha incrementado drásticamente desde 1939, creciendo hasta incluir una serie de expertos en políticas de varios campos.